# Neptidopsis ophione
Neptidopsis ophione е вид пеперуда от семейство Многоцветници (Nymphalidae). Видът не е застрашен от изчезване.

## Разпространение и местообитание
Разпространен е в Ангола, Бенин, Габон, Гана, Гвинея, Демократична република Конго, Екваториална Гвинея, Етиопия, Зимбабве, Камерун, Кения, Кот д'Ивоар, Либерия, Малави, Мозамбик, Нигерия, Сиера Леоне, Танзания, Того, Уганда, Централноафриканска република и Южен Судан.
Обитава гористи местности, храсталаци, крайбрежия и плажове.